# Université Adolfo-Ibáñez
L'université Adolfo-Ibáñez (en espagnol : Universidad Adolfo Ibáñez) est une université privée chilienne située à Santiago du Chili  relatif à la Fondation Adolfo-Ibáñez. En 1988, selon la nouvelle législation sur l'éducation, une nouvelle université a été fondée sur la base de l'École de commerce de Valparaiso (Escuela de Negocios de Valparaiso), une vieille institution de l'enseignement professionnel en administration des affaires fondée en 1953 grâce à la contribution de Adolfo Ibáñez Boggiano (en). La nouvelle université prendra ainsi son nom.
Dans le système d'enseignement supérieur du Chili, l'UAI est une université privée accréditée dans le pays par CNAP et à l'étranger par la triple_accréditation de l'AACSB, l'AMBA et l'EQUIS.

## Historique
Fondée en 1988, elle porte le nom d'Adolfo Ibáñez Boggiano.